# Фофана, Морике
Морике Фофана (фр. Moryké Fofana; род. 23 ноября 1991, Гран-Басам, Комоэ) — ивуарийский футболист, нападающий турецкого клуба «Самсунспор».

## Карьера
Профессиональную карьеру начал в 2012 году в норвежском клубе «Лиллестрём». Дебют в Типпелиге состоялся 7 октября в матче против «Согндал».
В июле 2015 года подписал 4-летний контракт с французским клубом «Лорьян». Дебют в Лиге 1 состоялся 16 августа в матче против «Бастии».
В январе 2017 года подписал 2,5-летний контракт с турецким клубом «Коньяспор».
В июне 2019 года подписал контракт с «Ени Малатьяспором».
в августе 2021 года присоединился к клубу «Самсунспор».

## Статистика
| Клуб       | Сезон      | Лига       | Лига  | Лига | Кубок | Кубок | Кубок лиги | Кубок лиги | Континентальный | Континентальный | Итог  | Итог |
| Клуб       | Сезон      | Дивизион   | Матчи | Голы | Матчи | Голы  | Матчи      | Голы       | Матчи           | Голы            | Матчи | Голы |
| ---------- | ---------- | ---------- | ----- | ---- | ----- | ----- | ---------- | ---------- | --------------- | --------------- | ----- | ---- |
| Лиллестрём | 2012       | Типпелига  | 2     | 0    | 0     | 0     | —          | —          | —               | —               | 2     | 0    |
| Лиллестрём | 2013       | Типпелига  | 25    | 0    | 6     | 1     | —          | —          | —               | —               | 31    | 1    |
| Лиллестрём | 2014       | Типпелига  | 29    | 6    | 5     | 2     | —          | —          | —               | —               | 34    | 8    |
| Лиллестрём | 2015       | Типпелига  | 15    | 7    | 3     | 2     | —          | —          | —               | —               | 18    | 9    |
| Лиллестрём | Итог       | Итог       | 71    | 13   | 14    | 5     | —          | —          | —               | —               | 85    | 18   |
| Лорьян     | 2015/16    | Лига 1     | 6     | 0    | 2     | 2     | 2          | 0          | —               | —               | 10    | 2    |
| Общий итог | Общий итог | Общий итог | 77    | 13   | 16    | 7     | 2          | 0          | —               | —               | 95    | 20   |

## Достижения

### «Коньяспор»
- Обладатель Кубка Турции: 2016/17
- Обладатель Суперкубка Турции: 2017